# Archetype Entertainment
Archetype Entertainment — американський розробник відеоігор зі штаб-квартирою в Остіні, штат Техас підпорядкований Wizards of the Coast. Студія була створена у квітні 2019 року з метою розробки нової ІВ поза існуючими у власності Wizards франшизами (Dungeons & Dragons і Magic: The Gathering).

## Історія
24 квітня 2019 року Wizards of the Coast оголосили про створення нової студії в Остіні під керівництвом Джеймса Олена. Олен, який присвятив BioWare 22 роки, пішовши звідти у 2018 році, планував дистанціюватися від відеоігрової індустрії. На той час він заснував власне маленьке видавництво настільних рольових ігор Arcanum Worlds, відмовившись від багатьох вигідних пропозицій роботи в інших відеоігрових компаніях. Пропозиція від Wizards, яка за словами самого Олена є «можливістю попрацювати над такими особистими для нього проєктами, як в старі добрі часи 90-х і початку 00-х» втім змусила його переглянути свої плани. Президент Wizards Кріс Кокс відмітив, що Олен, зі своїм досвідом роботи в золоті роки BioWare, був правильною людиною, щоб допомогти розширити портфоліо Wizards за межі вже існуючих провідних тайтлів компанії.
Wizards оприлюднили офіційну назву «Archetype Entertainment» у січні 2020 року разом із новиною про те, що інший колишній член BioWare, Чад Робертсон, був залучений на посаду віце-президента та генерального директора. Wizards також повідомили, що першим проєктом Archetype стане науково-фантастична рольова гра. Через місяць Дрю Карпішин, ще один колишній співробітник BioWare, долучився до Archetype на посаду головного сценариста. За словами Карпишина, хоча його інтерес до розробки відеоігор згас, оскільки BioWare змінилися протягом багатьох років, — «[...]моя пристрасть знову запалилася. Відчуття в студії нагадує мені мої перші дні в BioWare, я відчуваю магію в повітрі».
В грудні 2023 року студія під час церемонії The Game Awards представила свою першу гру Exodus. Роман за авторством Пітера Ф. Гамільтона Exodus: The Archimedes Engine вийшов 17 вересня 2024 року і став першою книгою з однойменної дилогії, що закладає основи світобудови і лору новоствореної франшизи.